# Hipernova

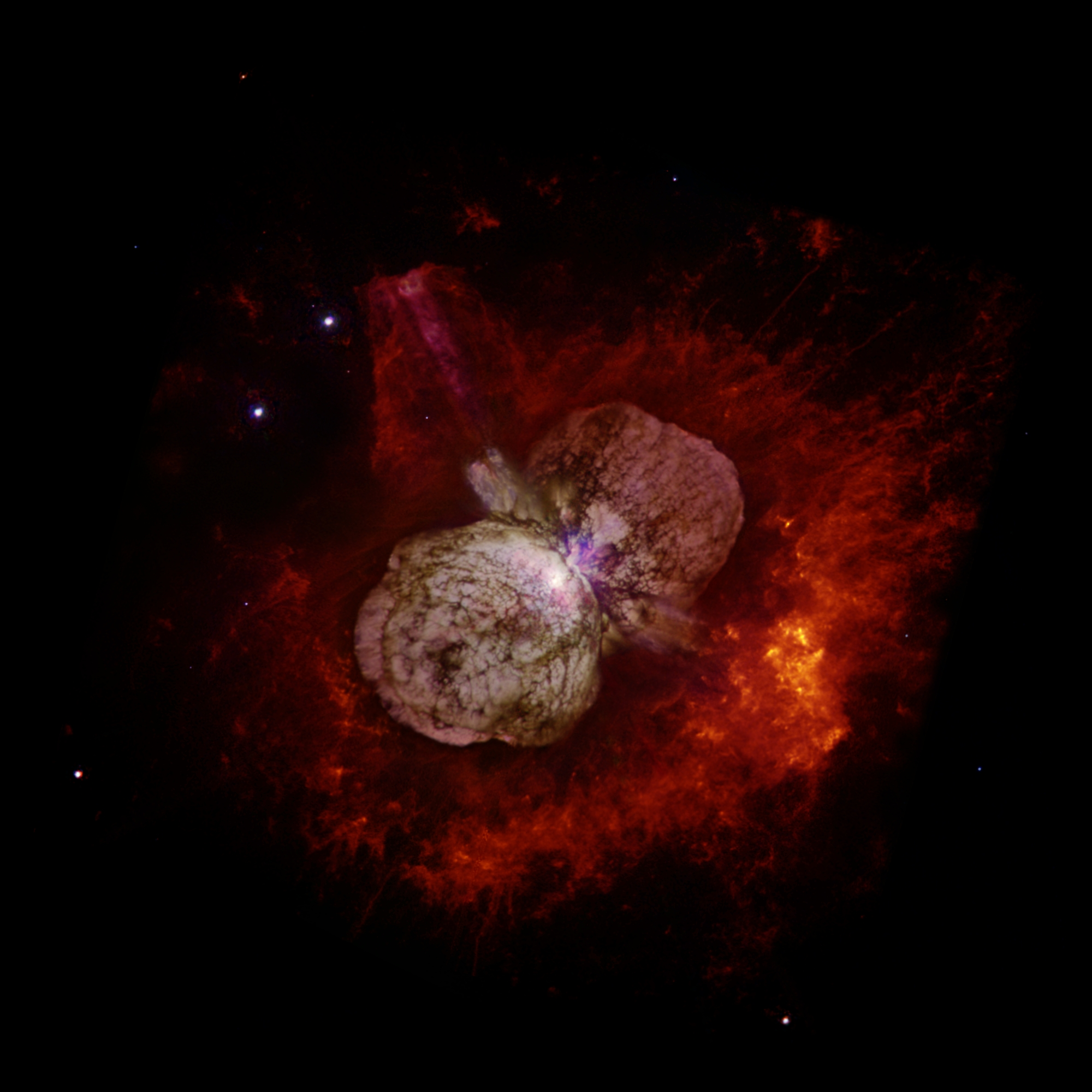
A estrela η Carinae é uma das mais próximas (8000 a. l.) candidatas a hipernova.

Uma hipernova ou supernova superluminosa é um tipo de explosão estelar que libera 100 vezes mais energia que uma supernova comum. As hipernovas talvez sejam o tipo de explosão mais poderoso desde o Big Bang.
Uma hipernova resulta em um buraco negro e produz erupções de raios gama, que podem ter de dois segundos até um minuto de duração. Os raios gama são a forma de luz mais energética existente, tendo de dez mil até dez milhões de vezes mais energia que a luz que nós podemos ver com os nossos olhos. 
As erupções de raios gama foram um evento descoberto na década de 1960 (muito antes da hipernova) e durante um longo tempo pôde ser detectado no céu terrestre, porém com aleatoriedade e aparentemente sem explicação.
Bohdan Paczyński foi o primeiro cientista a relacionar estes dois eventos, em 1998, na época em que ele era da Universidade de Princeton. Em 2003 os telescópios do ESO fizeram uma observação a qual foi fundamental para relacionar as erupções de raios gama e os fenômenos da hipernova.

## Classificação
Baseados nas evidências dos relatos ocorridos e nas diferenças entre eles, foram definidos três tipos diferentes de eventos. As SLSN-II que irradiam fóton que antes estavam depositados em densas camadas de hidrogênio, onde foram colocados por fortes choques e frequentemente mostram já ter tido contato com o material circunstelar. As SLSN-R que são eventos pobres em hidrogênio que foram provindas de uma instabilidade binária e as SLSN-I que é um tipo pobre em hidrogênio e que não emite radioatividade (este tipo é como um análogo pobre em hidrogênio do SLSN-II).